# Бетонски брод
Бетонски бродови су израђени од челика и фероцемента (бетона), уместо традиционалних материјала, као што су челик или дрво. Предност фероцемент конструкције је да су материјали јефтини и лако доступни, док су недостаци у томе што су грађевински трошкови рада високи, као и оперативни трошкови. (Фероцемент бродови захтевају дебљи труп, што значи додатну масу за гурање и мање простора за терет.) Током краја 19. века у Европи су постојале бетонске речне барже, а током Првог светског рата и Другог светског рата недостатак челика навео је америчку војску да нареди изградњу малих флота океанских бетонских бродова, од којих је највећа била СС Селма. Неколико бетонских бродова су завршени на време и употребљени у војне службе за време Првог светског рата, али за и време 1944. и 1945, бетонских бродови и барже су коришћени за подршку Америчких и Енглеских освајања у Европи и Пацифичком региону. Од краја 1930-их, такође су се од фероцемента правили цивилни чамци.

## Историја
Најстарији познати фероцемент чамац је мали чамац који је направио Јосеф-Луис Ламбот на југу Француске у 1848. године. Ламботов брод је приказан на изложби, која је одржана у Паризу у 1855. године.
Од 1860-их година, фероцементне баrже су прављене у Европи за употребу на каналима, и око 1896. године, италијански инжењер Карло Габелини, почиње да гради мале бродове од фероцемента. Најпознатији од његових бродова био је Лигурија.
Између 1908. и 1914 године, веће фероцементне барже почелае су да се производе у Немачкој, Великој Британији, у Холандији, Норвешкој и Калифорнији. Остаци британског брода ове врсте, помоћни карго брод Виолета (направљен 1919), може се видети у Ху, Кент, Енглеска.
Николај Фоугнер из Норвешке лансирао је 2. августа 1917. године први самоходни фероцементни брод намењен за океанска путовања. То је био брод од 84 стопа (26 м) и 400 тона, по имену Насменфјорд. Са успехом овог брода, додатни фероцементни бродови су наручени, а у октобру 1917. године, влада САД је позвала Фоугнера да води студију о изводљивости изградње фероцементних бродова у САД. Компанија Фоугнер Цонцрете Схипбуилдинг,, Флашинг Баи, Њујорк, објавила је да је обрачунски трошак био 290 долара за тону са оптерећењем за Рт страха (списак бродолома 1920. године „10.21 30. октобар”) и Сапона који је био у плановима да се направи .
Отприлике у исто време, калифорнијски предузетник Лесли Комин је одлучио да направи сопствени брод од феоцемента. Он је оформио Сан Франциско Бродску Грађевинску компанију (у Оукланду, Калифорнија), и запослио Алан Макдоналда и Виктора Поса за израду првог Америчког фероцемент брода, 6,125-тонски пароброд под називом СС Вера. Вера је представљена 18. марта 1918. године. Она је коштала 750.000 америчких долара да се направи. Она је коришћена за превоз масивног терета за трговину до 1921. године, када је продата, распарчана и искоришћена као лукобрана у Куби.
Дана 12. априла 1918. године, председник Вудро Вилсон је одобрио програм Корпорација Хитне Флоте, која је надгледала изградњу 24 фероцемент бродова за рат. Међутим, када је рат завршен у новембру 1918. године, само 12 фероцемент бродова су били у изградњи и ни један од њих није био завршен. Ових 12 бродова су коначно завршени, али су убрзо продати приватним компанијама које су их користиле за трговину, складиштење и за делове.
Друге земље, које су пратиле фероцемнтну бродоградња у овом периоду су, Канада, Данска, Италија, Шпанија, Шведска и Уједињено Краљевство.
Између два светска рата, било је мало комерцијалних или војних интереса за конструкцију бетонских бродова. Разлог је био у томе што су друге методе бродогрдње биле јефтиније и мање труда захтевале, такође друге врсте бродова су јефтиније за одржавање. Међутим, 1942. године, након што су САД ушле у Другом светском рату, америчка војска је утврдила да су њихови извођачи радова имали проблем са недостатком челика. Сходно томе, влада САД уговара са Макклоски & компаније у Филаделфији, Пенсилванија, да се направи 24 самоходних бетонских бродова. Изградња је почела у јулу 1943. године. Бродоградилиште на Хукерс Поинт у граду Тампа, Флорида, и на свом врхунцу, упошљавало је 6000 радника. влада САД је такође закључила уговор са две компаније у Калифорнији за изградњу бетонских баржи. Барже бродови су били велика пловила, којима је недостајо мотор да их покрене. Уместо тога, вукли су их тегљачи.
У Европи, фероцементне барже (ФЦБс) одиграле су кључну улогу у операцијама Другог светског рата, посебно у Д-дан, где су биле коришћени у оквиру одбране луке „Малбери”, за превоз горива и муниције, као одбрамбени бродови, и као плутајући Понтонски мост. Неки од њих су били опремљени моторима и користиле као мобилне кантине и за транспотовање трупа. Неки од ових пловила опстају као напуштене рушевине у ушћу Темзе; два остају у цивилној употреби усидрени у Вестминстер. Један од најзначајнијих војних ФЦБ-а, који се налазио на острву Канви, уништили су вандали 22. маја 2003. године.
Године 1944. бетонска фирма у Калифорнији је понудила подморницу у облику фрегате, за коју су тврдили да може достићи брзине 75 чворова. Рат је прекинуо даља додатна истраживања овог пројекта. У ретроспективи многи верују да су те тврдње биле претеране.

Бетонске барже су такође служиле у Пацифику током 1944. и 1945. Од Шарлроа, Пенсилванија, Пошта, 5. фебруар, 1945:
Largest unit of the Army's fleet is a BRL, (Barge, Refrigerated, Large) which is going to the South Pacific to serve fresh frozen foods — even ice cream — to troops weary of dry rations. The vessel can keep 64 carloads of frozen meats and 500 tons of fresh produce indefinitely at 12°F. Equipment on board includes an ice machine of five-ton daily capacity and a freezer that turns out more than a gallon of ice cream a minute. Three of the floating warehouses, designed for tropical warfare, have been built of concrete at National City, Calif, and cost $1,120,000 each. In the crew of the 265-ft. barges are 23 Army men.
Једна бетонска баржа вучена тегљачаем Jicarilla (АТП-104) нестала код Сајпана током тајфуна, а друга баржа је оштећена у близини Мортон-Баи Светионика у Бризбејну, док остале служе одлично.

## Данас
Савремени активисти такође израђују фероцемент бродове (ferroboats), , како њихове конструкцијске методе не захтевају специјалне алате и материјале, и релативно су јефтини. Пионир у овом покрету је Хартлеи Бродови, који продаје планове за бетонске бродове од 1938. године. У међувремену, од 1960-их година америчко друштво за цивилно инжињерство спонзорише Национално Бетонски Кану такмичење.
У Европи, посебно у Холандији, бетон се и даље користи у изради неких од баржи, на којима су изграђене куће.

## Остали бродови у време рата
Преживели ратни бетонски бродови више нису у употреби као бродови. Неколико их се користи у друкчијим наменама, углавном као музеји или лукобрани.

## Преостала два брода
Прва серија производње бетонских бродова у Другом светском рату у Немачкој, бројала је 50 бродова, изграђених на бродоградилиштима дуж Балтичког мора. Данас, на подручју Европе, постоје још само два „преживела” бетонска брода, произведена у Немачкој, (друга серија производње), 1943 године у Оствину (Швинвмуенд), од стране произвођача: Шаленбаун КГ, Дикерхоф & Видман КГ, а по директном налогу Адолфа Хитлера:
1. М / В „Цапела” бетонски теретњак који је 1988. године проглашен за Немачки технички споменик, да би 2003 постао део „Роштовског морског музеја.”. Архивирано из оригинала 27. 09. 2018. г. Приступљено 26. 09. 2018. Труп овог брода завршен је 1944. године, али није стигао да буде комплетно опремљен до краја Другог светског рата. Након рата је кориштен као брод тегљач, за складиштење и превоз потребног материјала у луци Рошток, тачније био је пратња броду копачу јаружних канала. Брод Цапела је данас музејски експонат и део „флоте” Роштовске бродоградње и поморског музеја.
2.Брод „Сип”, Бетонски Брод-болница направљена је у другој серији производње, 1943. године у Оствинди (Швинемунд), од стране произвођача Шаленбаун КГ, Дикерхоф & Видман КГ, фирме која је основана 1865. године у Минхену, Немачка (прво седиште је било у Берлину).

|алт=|221x221px]
Бетонски брод — болница, био је намењен превозу немачких рањеника дуж линија фронта од Црног до Балтичког мора. Након завршетка Другог светског рата Немачка држава је почела са исплатом ратних накнада и обештећења. Међу оштећенима се налазило и Југословенско државно предузеће „Београдско-багерска пловидба”, касније преименовано у „Београдско-багерско предузеће” (у даљем тексту ББП) чија је улога била у обнови разорене Југославије. У великој речној флоти поменутог предузећа, током Другог светског рата, значајан број бродова и механизације је уништен од стране немачких бомбардера, од којих су и два брода потопљена код Хидроелектране Ђердап. На име ратне одштете за горе поменуте бродове, Немачка држава је обештетила тако што им је предала у власнисштво Бетонски брод — коришћен током рата као болница за збрињавање и превоз немачких рањеника. Након преласка у власништво ББПа, брод-болница је преуређена у стамбени брод, а стари назив преименован у Брод „СИП” — име добијено по Сипском каналу и рибарском селу Сип, потопљеном 1966. године, приликом изградње Хидроелектране Ђердап, места где су потонули горенаведени бродови "Београдско- багерске пловидбе ". Бетонска стамбена лађа „Сип”, масе 700 тона, дугачка 40 метра, широка 7 метара и висока 9,40 метара поседовала је двадесет луксузних соба, са два модерна салона, туш кабинама и санитарним чвором, на којем је живело 42 особе, запослених упредузећу ББП.У новогодишњој ноћи 2009. године, дошло је до пробијања његовог корита о Савски кеј, и до његовог делимичног потапања.
Данас, након комплетне реконструкције потопљеног Бетонског брода (екс. Сип), претворен је у модеран угоститељски објекат са мултифункционалним простором, наменјеном промоцији културних манифестација, у чијем склопу се налази и музеј који има за циљ да пренесе бар мали део историјских чињенинца које се односе на историјат ова два преостала брода и укупан значај бетонских пловила кроз епоху времена, од самих почетака до данас. Тренутна локациј Бетонског брода (екс. Сип): Београд(Србија), на ушћу река Сава и Дунав.

## Америка
Највећа колекција је у Пауел-Ривер, Британска Колумбија, где се за потребе Дрвеног млина користи десет плутајућих фероцементних бродова као лукобрана.
Киптопека лукобрана у Чесапик-Беј, држава Вирџинија формирана од девет потопљених бетонских бродова изграђених током Другог светског рата.
Сан Пасцуал, бивши нафтни танкер, који се налази на обали Кајо Лас Брухас, Куба, где је служио као хотел и као база за рониоце. Сада је Сан-Пасцуал је напуштен.
Олупина СС Атланис (пуштена у рад у 1919, потонуо у 1926), видљив на плажи Заласка сунца у близини Кејп-Меи, Њу Џерси.
Танкер SS Selma налази се северозападно од Сивулф Park у Галвестону. Брод је лансиран истог дана када је Немачка потписала Версајски споразум, окончавши рат, тако да никада није видео ратне дужности и уместо тога је кориштен као танкер у Мексички залив.
СС Пало Алто, бетонски танкер, који је покренут 29. маја 1919. године је продат и претворен у забаву на пристаништа, и још увек је видљив на Сиклиф државној плажи, у близини Аптос, Калифорнија. Оштећен је у јануару 2017 за време олуја.
СС МакКиттрик, покренут 1921. у Вилмингтон, Северна Каролина је касније постао СС Монте Карло, играни брод Коронадо, Калифорнија, који се насукао 31. децембра 1936. Олупина је повремено изложена јаким олујама.
Насукани брод на плажи Шипврек на северној обали острва Ланаи, Хаваји бивши YOGN 42, бетонска бензинска баржа, изграђена за Америчку Морнарицу 1942. и оперативна од 1943. године. Олупина је данас често погрешно идентификована, Брод слободе.
Остаци Кол Е. Ј. Сојер се могу видети у близини УСС Јорктаун у Чарлстону Лука, СЦ.

Олупина СС Сапона видљива мало јужно од Бимини-острва на Бахамима, то је популарна ронилачка локација и знаменитост пловила на овом подручју.
- At Powell River
- At Kiptopeke
- SS Atlantus
- SS Selma
- SS Palo Alto
- SS Monte Carlo
- YOGN 42

#### Европа
Један од ретких бродова који су коришћени у Првом светском рату, СС Кретебум, лежи напуштен у реци Ривер Мој изван града Балина, Мејо (округ) Ирска, велико интересовање за њим влада од бројних туриста.
Бетонска баржа, Cretetree усидрена на обалу у луци Острво Скалпеи близини Тарберт, Харис, Шкотска. Она је наручена од фирме Абердин Бетонски Бродови, а завршена у 1919. године.
Колекција бродова која је намерно усидрена код Пуртона, Беркели, током прве половине двадесеток века -као метод за спречавање ерозије на обалама — укључује осам феро-бетонских баржа..

Велика колекција напуштених бетонских баржи лежи на реци Темзи у Раинхаму, Лондон. 
- SS Creteboom
- At Purton
- At Rainham

Током Немачке окупације Грчке (1942—1944. године) за време Другог светског рата за немачку војску изграђена су 24 бетонскиа теретна брода за превоз робе, на неколико грчких острва, укључујући и Крит. Они су изграђени у Пераме бродоградњу области Пираеус. После рата, многи од бродова су коришћени као пристаништа (на пример, у Рафина и лукобрана (на пример, у Агиос Георгиос, метана.

#### Остали
Неколико бетонских бродова насукани на Западној обали Иво Џиме у Јапану да би служили као лукобран снагама САД 1945. године. Већина њих су страдала од тајфуна, али један је коришћен као пристаниште.

У Јапану су саграђена четири бетонска брода, именованих Такети Мару бр. 1 до 4 (武智丸) током Другог светског рата. После рата, два од њих су се претворени у лукобране у Куре, Хирошима. 
- At Iwo To
- Takechi Maru No.2